# Adam Sarota
Adam Sarota (Gordonvale, 30 december 1988) is een Australisch voetballer die doorgaans als middenvelder speelt. Hij bezit naast de Australische ook de Poolse nationaliteit.

## Clubcarrière
Sarota speelde in de jeugd kort bij 1. FC Köln. Hij debuteerde bij Brisbane Strikers en brak door bij Brisbane Roar. In de zomer van 2010 ging hij naar FC Utrecht waar hij debuteerde in de uitwedstrijd in de voorronde van de UEFA Europa League tegen SK Tirana. In het seizoen 2012/2013 veroverde hij een basisplaats bij de Domstedelingen totdat hij in de wedstrijd tegen Willem II zijn voorste knieband afscheurde en een revalidatie van acht tot tien maanden tegemoet kon zien.
In de zomer van 2014 werd duidelijk dat Sarota geen vaste plaats in het Utrechtse team ging afdwingen en hierop werd hij tot eind 2015 verhuurd aan zijn oude club, Brisbane Roar. In januari 2016 werd zijn contract bij FC Utrecht ontbonden en aansluitend tekende hij tot het einde van het seizoen 2015/16 bij Go Ahead Eagles. Begin april raakte hij zwaar geblesseerd.
Pas in januari 2018 vervolgde hij zijn loopbaan bij Brisbane Strikers. Zijn carrière kwam na de blessure echter niet meer van de grond en hij speelde enkel nog in het regionale amateurvoetbal.